# Division Street, Chicago, U.S.A. : en suivant Robert Guinan
Pour plus de détails, voir Fiche technique et Distribution.
Division Street, Chicago, U.S.A. : en suivant Robert Guinan est un téléfilm documentaire de Frédéric Compain, réalisé pour la chaîne Arte en 1995 et consacré au peintre Robert Guinan.

## Synopsis
La caméra suit le peintre Robert Guinan dans les bas quartiers de la ville de Chicago dont les habitants lui servent de modèles. 

## Fiche technique
- Titre : Division Street, Chicago, U.S.A. : en suivant Robert Guinan
- Réalisation : Frédéric Compain
- Scénario : Frédéric Compain d'après une idée de Daniel Vigne
- Narration : Robert Guinan
- Musique : Daniel Goldberg
- Photographie : Pierre Boffety
- Montage : Élisabeth Couque
- Son : Jean Minondo
- Production : Valérie Lozouet
- Société de production : Arte et Dune
- Pays :  France
- Genre : Documentaire
- Durée : 52 minutes
- Dates de sortie : 
  -  France : 1995